# تنس الطاولة في ألعاب التضامن الإسلامي 2005
تنس الطاولة في ألعاب التضامن الإسلامي 2005 أقيمت في القاعة الرياضية في قاعدة الملك فهد الجوية في الطائف خلال الفترة من 9 أبريل 2005 وحتى 16 أبريل 2005.

## الميداليات
| الحدث | الذهبية                                                                | الفضية | البرونزية                                                                                            |
| ----- | ---------------------------------------------------------------------- | --- | --- |
| فردي  | أحمد صالح · مصر                                                        | السيد لاشين · مصر                                                                                                  | Ahmed Nadim · مصر                                                                                    |
| فردي  | أحمد صالح · مصر                                                        | السيد لاشين · مصر                                                                                                  | Mohammad Reza Akhlaghpasand · إيران                                                                  |
| زوجي  | مصر · السيد لاشين · أحمد صالح                                          | إيران · Mehran Ahadi · Afshin Norouzi                                                                              | إيران · Mohammad Reza Akhlaghpasand · Shahram Sarbakhshian                                           |
| زوجي  | مصر · السيد لاشين · أحمد صالح                                          | إيران · Mehran Ahadi · Afshin Norouzi                                                                              | السعودية · Khaled Al-Harbi · Abdulaziz Al-Abbad                                                      |
| فرق   | مصر · السيد لاشين · Emad Moselhi · Ahmed Nadim · أحمد صالح · أشرف صبحي | إيران · Mehran Ahadi · Mohammad Reza Akhlaghpasand · Medea Lotfollahnasabi · Afshin Norouzi · Shahram Sarbakhshian | الجزائر · Talahy Bilal · Mohamaed Boudjadja · Abdel Hakim Djaziri · Taher Khallaf · Fateh Ourahmoune |
| فرق   | مصر · السيد لاشين · Emad Moselhi · Ahmed Nadim · أحمد صالح · أشرف صبحي | إيران · Mehran Ahadi · Mohammad Reza Akhlaghpasand · Medea Lotfollahnasabi · Afshin Norouzi · Shahram Sarbakhshian | السعودية · Abdulaziz Al-Abbad · Nayef Al-Geady · Khaled Al-Harbi · Mansor Alem                       |

## جدول الميداليات
*   البلد المضيف (مضيف)
| المرتبة | فريق    | ذهبية | فضية | برونزية | المجموع |
| ------- | ------- | ----- | ---- | ------- | ------- |
| 1       | EGY     | 3     | 1    | 1       | 5       |
| 2       | IRI     | 0     | 2    | 2       | 4       |
| 3       | KSA     | 0     | 0    | 2       | 2       |
| 4       | ALG     | 0     | 0    | 1       | 1       |
| المجموع | المجموع | 3     | 3    | 6       | 12      |